# Списак врста јавора
Постоји више од 160 врста у роду Јавор (Acer).  Врсте које нису листопадне су обележене са #. Изумрле врсте и секције су обележене са †.

## Врсте по секцијама и серијама

### СекцијаAcer
- Серија Acer
  - Acer caesium Wall. ex Brandis
  - Acer heldreichii Orph. ex Boiss.
  - Acer pseudoplatanus L.
  - Acer velutinum Boiss.
- Серија Monspessulana
  - Acer hyrcanum Fisch. & Meyer
  - Acer monspessulanum L.
  - Acer obtusifolium Sibthorp & Smith #
  - Acer opalus Miller
  - Acer sempervirens L. #
- Серија Saccharodendron
  - Acer floridanum (Chapm.) Pax[2]
  - Acer grandidentatum Torr. & Gray [3]
  - Acer leucoderme Small [4]
  - Acer nigrum Michx.f. [5]
  - Acer skutchii Rehder [6]
  - Acer saccharum Marshall

### Секција†Alaskana
- †Acer alaskense Wolfe & Tanai (касни палеоцен, Аљаска)[7]

### СекцијаCissifolia
- Acer cissifolium (Siebold & Zucc.) Koch
- Acer henryi Pax[8]
- †Acer lincolnense Wolfe & Tanai (касни еоцен, Монтана)[7]

### Секција †Douglasa
- †Acer douglasense Wolfe & Tanai (рани еоцен, Аљаска)[7]

### СекцијаGinnala
- †Acer ashwilli Wolfe & Tanai (рани олигоцен, Орегон)[7]
- Acer ginnala Maxim.[9]
- Acer tataricum L.

### СекцијаGlabra
- Серија Arguta
  - Acer acuminatum Wall. ex D.Don
  - Acer argutum Maxim.
  - Acer barbinerve Maxim.
  - †Acer ivanofense Wolfe & Tanai (касни еоцен − рани олигоцен, Аљаска)[7]
  - Acer stachyophyllum Hiern
- Серија Glabra
  - Acer glabrum Torr.
- Серија incertae sedis
  - †Acer traini Wolfe & Tanai (рани до средњи миоцен, западна Северна Америка)[7]

### СекцијаHyptiocarpa
- Серија Hyptiocarpa
  - Acer garrettii Craib
  - Acer pinnatinervium Merrill - #
  - Acer laurinum Hassk. - #

### СекцијаIndivisa
- Серија Indivisa
  - Acer carpinifolium Siebold & Zucc.

### СекцијаLithocarpa
- Серија Lithocarpa
  - Acer diabolicum Blume ex Koch
  - Acer kungshanense W. P. Fang & C. Y. Chang
  - Acer leipoense Fang & Soong
  - Acer lungshengense W. P. Fang & L. C. Hu
  - Acer pilosum Maxim.
  - Acer sinopurpurascens Cheng
  - Acer sterculiaceum Wall.
  - Acer thomsonii Miquel
  - Acer tsinglingense W. P. Fang & C. C. Hsieh
  - Acer yangbiense Chen & Yang
- Серија Macrophylla
  - Acer macrophyllum Pursh

### СекцијаMacrantha
- Acer capillipes Maxim.
- †Acer castorrivularis Wolfe & Tanai (касни еоцен)[7]
- Acer caudatifolium Hayata
- †Acer clarnoense Wolfe & Tanai (касни еоцен)[7]
- Acer crataegifolium Siebold & Zucc.
- Acer davidii Franch.
- †Acer dettermani Wolfe & Tanai (касни еоцен)[7]
- †Acer latahense Wolfe & Tanai (рани миоцен − касни миоцен)[7]
- Acer maximowiczii Pax [10]
- Acer micranthum Siebold & Zucc.
- Acer morifolium Koidz.
- †Acer palaeorufinerve Tanai & Onoe (миоцен - плиоцен, источна Азија & Аљаска)[7]
- Acer pectinatum Wall. ex Nicholson
- Acer pensylvanicum L.
- Acer rubescens Hayata
- Acer rufinerve Siebold & Zucc.
- Acer sikkimense Miq.
- Acer tegmentosum Maxim.
- Acer tschonoskii Murray

### СекцијаNegundo
- †Acer eonegundo Wolfe & Tanai (средњи - касни еоцен, Невада)[7]
- Acer negundo L.

### СекцијаPalmata
- Серија Palmata
  - Acer ceriferum Rehder
  - Acer circinatum Pursh
  - Acer duplicatoserratum Hayata
  - Acer japonicum Thunb.
  - Acer linganense Fang & Chiu
  - Acer palmatum Thunb.
  - Acer pauciflorum Fang
  - Acer pubipalmatum Fang
  - Acer pseudosieboldianum (Pax) Komarov
  - Acer robustum Pax
  - Acer shirasawanum Koidz.
  - Acer sieboldianum Miq.
- Серија Penninervia
  - Acer crassum Chu & Cheng
  - Acer erythranthum Gagnep.
  - Acer eucalyptoides Fang & Wu
  - Acer fabri Hance #
  - Acer kiukiangense Hu & Cheng
  - Acer laevigatum Hu & Cheng #
  - Acer oligocarpum 
  - Acer sino-oblongum Metcalf
  - Acer wangchii Fang
- Серија Sinensia
  - Acer calcaratum Gagnep.
  - Acer campbellii Hook.f. & Thomson ex Hiern
  - Acer chapaense Gagnep.
  - Acer confertifolium Merril & Metcalf
  - Acer elegantulum Fang & Chiu
  - Acer erianthum Schwer.
  - Acer flabellatum Rehder[11]
  - Acer fenzelianum Hand.-Mazz.
  - Acer kweilinense Fang & Fang f.
  - Acer lampingense Fang & Fang f.
  - Acer mapienense Fang
  - Acer miaoshanicum Fang
  - Acer olivaceum Fang & Chiu
  - Acer oliverianum Pax[12]
  - Acer schneiderianum Pax & Hoffman
  - Acer shangszeense Fang & Soong
  - Acer sichourense Fang & Fang f.
  - Acer sinense Pax[13]
  - Acer sunyiense Fang
  - Acer taipuense Fang
  - Acer tonkinense Lecompte
  - Acer tutcheri Duthie
  - Acer wilsonii Rehder[14]
  - Acer wuyuanense Fang & Wu
  - Acer yaoshanicum Fang
  - Acer wardii W.W.Smith

### СекцијаParviflora
- Серија Caudata
  - Acer caudatum Wall.
  - Acer spicatum Lamarck
- Серија Distyla
  - Acer distylum Siebold & Zucc.
- Серија Parviflora
  - Acer nipponicum Hara
- Серија incertae sedis
  - †Acer browni Wolfe & Tanai (рани миоцен - средњи миоцен; Вашингтон, Орегон, Британска Колумбија)[7]
  - †Acer smileyi Wolfe & Tanai (касни олигоцен - средњи миоцен; Аљаска, Ајдахо, Орегон, Невада)[7]

### СекцијаPentaphylla
- Серија Pentaphylla
  - Acer pentaphyllum Diels
- Серија Trifida
  - Acer buergerianum Miq.
  - Acer cordatum Pax
  - Acer coriaceifolium Lév. #
  - Acer discolor Maxim.[15]
  - Acer fengii Murray[16] - #
  - Acer lucidum Metcalf
  - Acer oblongum Wall. ex DC. - #
  - Acer paxii Franch. - #
  - Acer shihweii Chun & Fang
  - Acer sycopseoides Chun
  - Acer yinkunii Fang
  - Acer yui Fang

### СекцијаPlatanoidea
- Серија Platanoidea
  - Acer amplum Rehder[17]
  - Acer campestre L.
  - Acer cappadocicum Gled.
  - Acer lobelii Ten.[18]
  - Acer longipes Franch. ex Rehder
  - Acer miaotaiense P.C.Tsoong[19]
  - Acer miyabei Maxim.
  - Acer pictum Thunberg
  - Acer platanoides L.
  - Acer nayongense Fang
  - Acer tenellum Pax
  - Acer tibetense Fang
  - Acer truncatum Bunge

### СекцијаPubescentia
- Серија Pubescentia
  - Acer pentapomicum Stewart ex Brandis

### Секција †Republica
- †Acer republicense Wolfe & Tanai (рани еоцен, Вашингтон)[7]

### Секција †Rousea
- †Acer rousei Wolfe & Tanai (рани еоцен, Британска Колумбија)[7]

### СекцијаRubra
- †Acer chaneyi Knowlton (олигоцен − миоцен, запад САД)[7]
- †Acer ferrignoi Wolfe & Tanai (касни миоцен, Орегон)[7]
- †Acer kenaicum Wolfe & Tanai (олигоцен, Аљаска)[7]
- Acer pycnanthum K.Koch
- Acer rubrum L.
- Acer saccharinum L.
- †Acer taggarti Wolfe & Tanai (средњи миоцен, Орегон)[7]
- †Acer taurocursum Wolfe & Tanai (касни еоцен, Невада)[7]
- †Acer whitebirdense (Ashlee) Wolfe & Tanai (средњи миоцен, северозапад САД)[7]

### Секција †Stewarta
- †Acer hillsi Wolfe & Tanai (рани еоцен, Вашингтон)[7]
- †Acer stewarti Wolfe & Tanai (рани еоцен, Британска Колумбија)[7]

### Секција †Torada
- †Acer stonebergae Wolfe & Tanai (рани еоцен, Вашингтон & Британска Колумбија)[7]
- †Acer toradense Wolfe & Tanai (рани еоцен, Вашингтон & Британска Колумбија)[7]
- †Acer washingtonense Wolfe & Tanai (рани еоцен, Вашингтон)[7]

### СекцијаTrifoliata
- Серија Grisea
  - Acer griseum (Franch.) Pax
  - Acer maximowiczianum Miq.
  - Acer triflorum Komarov
- Серија Mandshurica
  - Acer mandshuricum Maxim.
  - Acer sutchuenense Franch.

## Хибриди
- Acer × bormuelleri Borbas (A. monspessulanum × A. campestre или A. opalus)
- Acer × boscii Spach (A. monspessulanum × A. tataricum or A. pensylvanicum × A. tataricum, могуће A. tataricum  × A. campestre)
- Acer × conspicuum van Gelderen & Otterdoom (A. davidii × A. pensylvanicum)
- Acer × coriaceum Bosc ex Tausch (A. monspessulanum × A. opalus' ssp. obtusatum)
- Acer × dieckii van Gelderen & Otterdoom види A. platanoides[20]
- Acer × freemanii Murray (A. rubrum × A. saccharinum)
- Acer × hillieri Lancaster (A. miyabei × A. cappadocicum 'Aureum')
- Acer × martinii Jordan (A. monspessulanum × A. opalus)
- Acer × pseudo-heldreichii Fukarek & Celjo (A. pseudoplatanus × A. heldreichii)
- Acer × ramosum Jordan (A. monspessulanum × A. opalus)
- Acer × schwerinii Pax (uncertain, maybe A. crataegifolium × A. rufinerve)
- Acer × zoeschense Pax (A. campestre × either A. cappadocicum or A. lobelii)[21]

## Врсте A-Z
Списак врста поређених по абецеди.

### Врсте A-E
- Acer acuminatum
- †Acer alaskense Wolfe &  Tanai[7]
- Acer amamiense
- Acer amplum
- Acer argutum
- †Acer ashwilli Wolfe & Tanai[7]
- Acer barbinerve
- †Acer beckianum Prakash & Barghoorn, 1961
- Acer brachystephyanum
- †Acer browni Wolfe & Tanai[7]
- Acer buergerianum
- Acer caesium
- Acer calcaratum
- Acer caloneurum
- Acer campbellii
- Acer campestre
- Acer capillipes
- Acer cappadocicum
- Acer carpinifolium
- †Acer castorrivularis Wolfe & Tanai[7]
- Acer caudatifolium
- Acer caudatum
- Acer ceriferum
- †Acer chaneyi Knowlton[7]
- Acer chapaense
- Acer chiangdaoense
- Acer cinerascentiforme
- Acer circinatum
- Acer cissifolium
- †Acer clarnoense Wolfe & Tanai[7]
- Acer confertifolium
- Acer cordatum
- Acer coriaceifolium
- Acer crassum
- Acer crataegifolium
- Acer davidii
- †Acer dettermani Wolfe & Tanai[7]
- Acer diabolicum
- Acer discolor
- Acer distylum
- †Acer douglasense Wolfe & Tanai[7]
- Acer duplicatoserratum
- Acer elegantulum
- Acer emeiense
- †Acer eonegundo Wolfe & Tanai[7]
- Acer erianthum
- Acer erythranthum
- Acer eucalyptoides
- †Acer ezoanum[7]

### Врсте F-J
- Acer fabri
- Acer fengii
- Acer fenzelianum
- Acer foveolatum
- †Acer ferrignoi Wolfe & Tanai[7]
- Acer forrestii
- Acer garrettii
- Acer ginnala
- Acer glabrum
- Acer gracilifolium
- Acer granatense
- Acer griseum
- Acer guanense
- Acer guizhouense
- Acer hainanense
- Acer heldreichii
- Acer henryi
- †Acer hillsi Wolfe & Tanai[7]
- Acer huangpingense
- Acer hyrcanum
- †Acer ivanofense Wolfe & Tanai[7]
- Acer japonicum
- Acer jingdongense

### Species K-O
- †Acer kenaicum Wolfe & Tanai[7]
- Acer laevigatum
- Acer laisuense
- Acer lanpingense
- †Acer latahense Wolfe & Tanai[7]
- Acer laurinum
- Acer lauyuense
- Acer laxiflorum
- Acer legonsanicum
- Acer leipoense
- Acer leptophyllum
- Acer lichuanense
- †Acer lincolnense Wolfe & Tanai[7]
- Acer linganense
- Acer lobelii
- Acer longipedicellatum
- Acer longipes
- Acer lucidum
- Acer macrophyllum
- Acer mairei
- Acer mandshuricum
- Acer mapienense
- Acer maximowiczianum
- Acer maximowiczii
- Acer mazandaranicum
- Acer medogense
- Acer metcalfii
- Acer miaoshanicum
- Acer micranthum
- Acer mirabile
- Acer miyabei
- Acer monspessulanum
- Acer morifolium
- Acer nayongense
- Acer negundo
- Acer nipponicum Hara
- Acer oblongum
- Acer obtusifolium
- Acer okamotoi
- Acer oligocarpum
- Acer olivaceum
- Acer oliverianum
- Acer opalus

### Врсте P-T
- †Acer palaeorufinerve Tanai & Onoe[7]
- Acer palmatum
- Acer pauciflorum
- Acer paxii
- Acer pectinatum
- Acer pehpeiense
- Acer pensylvanicum
- Acer pentaphyllum
- Acer pentapomicum
- Acer pictum
- Acer pilosum
- Acer platanoides
- Acer pluridens
- Acer poliophyllum
- Acer pseudoplatanus
- Acer pseudosieboldianum
- Acer pseudowilsonii
- Acer pubipalmatum
- Acer pycnanthum
- †Acer republicense Wolfe & Tanai[7]
- Acer robustum
- †Acer rousei Wolfe & Tanai[7]
- Acer rubescens
- Acer rubronervium
- Acer rubrum
- Acer rufinerve Siebold & Zuccarini
- Acer saccharinum Linnaeus
- Acer saccharum
- Acer salweenense
- Acer schneiderianum
- Acer sempervirens
- Acer shangszeense
- Acer shenkanense
- Acer shensiense
- Acer shihweii
- Acer shirasawanum
- Acer sichourense
- Acer sieboldianum
- Acer sikkimense
- Acer sino-oblongum
- Acer sinopurpurascens
- †Acer smileyi Wolfe & Tanai[7]
- Acer spicatum
- Acer stachyophyllum
- Acer sterculiaceum
- †Acer stewarti Wolfe & Tanai[7]
- †Acer stonebergae Wolfe & Tanai[7]
- Acer sutchuenense
- Acer sycopseoides
- †Acer taggarti Wolfe & Tanai[7]
- Acer taipuense
- Acer tataricum
- †Acer taurocursum Wolfe & Tanai[7]
- Acer tegmentosum
- Acer tenellum
- Acer tibetense
- Acer tonkinense
- †Acer toradense Wolfe & Tanai[7]
- †Acer traini Wolfe & Tanai[7]
- Acer trialatum
- Acer tricaudatum
- Acer triflorum
- Acer truncatum
- Acer tschonoskii
- Acer turcomanicum
- Acer tutcheri

### Врсте U-Z
- Acer undulatum
- Acer velutinum
- Acer wangchii
- Acer wardii
- †Acer washingtonense Wolfe & Tanai[7]
- †Acer whitebirdense (Ashlee) Wolfe & Tanai[7]
- Acer wuyishanicum
- Acer wuyuanense
- Acer yangbiense
- Acer yaoshanicum
- Acer yinkunii
- Acer yui